# Control Factor
Pour plus de détails, voir Fiche technique et Distribution.
Control Factor est un téléfilm américain réalisé par Nelson McCormick et diffusé le 18 janvier 2003 sur Sci Fi Channel.

## Synopsis
Lance Bishop manque de se faire assassiner par un fou furieux le jour de son anniversaire, afin, d'après les mots de son agresseur, « de lui éviter l'horreur ». Le soir même, il retrouve son épouse mais fait un étrange cauchemar... Une voix l'avait guidé jusqu'à prendre un fusil pour tuer son épouse ! au fait, est-ce un cauchemar ?

## Fiche technique
- Titre original : Control Factor
- Titre québécois : Cortex contrôle
- Réalisation : Nelson McCormick
- Scénario : John Dombrow
- Musique : Pete Kneser
- Directeur de la photographie : Rudolf Blahacek
- Montage : Michael Matzdorff
- Distribution : Nelleke Privett
- Création des décors : Ed Hanna
- Direction artistique : Jon P. Goulding
- Création des costumes : Ruth Secord
- Effets spéciaux de maquillage : Catherine Viot
- Effets spéciaux : Michael Gagnon
- Effets visuels : Peter V. Ware
- Producteur : Derek Rappaport
- Producteur exécutif : Chuck Simon
- Producteur associé : Paul M. Leonard
- Compagnie de production : S Pictures
- Compagnie de distribution : The Sci-Fi Channel
- Pays :  États-Unis  Canada
- Langue : Anglais
- Son : Stéréo
- Image : Couleurs
- Ratio écran : 1.33:1
- Durée : 84 minutes
- Genre : Science-fiction
- Classification : Argentine : 13 / Australie : M / Allemagne : 16 / UK : 15

## Distribution
- Adam Baldwin : Lance Bishop
- Elizabeth Berkley : Karen Bishop
- Tony Todd : Reggie
- Conrad Dunn : Thrillkill
- John Neville : Director
- Ann Marin : Darco
- Peter Spence : Trevor Constantine
- Susan Potvin : Susan
- David Ferry : Detective Jordan
- Anthony J. Mifsud : SDF

## Commentaires
- Scénario construit sur divers rebondissements.
- Le thème de la manipulation des cerveaux par des ondes est traité à grande échelle.